# 池田真紀 (政治家)
池田 真紀（いけだ まき、1972年5月24日 - ）は、日本の政治家、社会福祉士。立憲民主党所属の衆議院議員（2期）。

## 来歴
東京都板橋区に生まれる。幼いころから、父親によるドメスティック・バイオレンスは日常茶飯事だった。中学時代には父親から避難するため、4人家族がバラバラに。板橋区立赤塚第二中学校を卒業後、高校に進学するも、学費が賄えず中退（のちに、高卒と同等の資格である大検を取得）。その後、2人の子どもを授かるが、夫が借金苦を理由に失踪。複数人の弁護士への相談を経て、金銭危機を打開した。加えてシングルマザーとして保育・就業の困難に直面した経験から、「当事者視点からの支援」の大切さを実感。「弱者が生きづらい社会を変えたい」との思いを抱く。
現場の仕事に活かすべく、パートを掛け持ちしながら勉学に励み、1995年、ホームヘルパー1級課程を修了し、福祉職場で働く。1997年、東京都板橋福祉事務所に勤務しながら、福祉関係の専門学校教育を受け、資格を取得。現在は社会福祉士、精神保健福祉士、介護福祉士、介護支援専門員、防災士、国会議員政策担当秘書の資格も有する。行政における前例主義を排し、社会的弱者を含めた当事者の自己決定権を尊重しながら支援を続け、現場に加えてSNS等でも活動する。
2011年に東京都板橋福祉事務所退職後、同月、北海道に転居し、北海道NPO被災者支援ネット生活相談センター長、財団法人札幌市在宅福祉サービス協会札幌市北区第二地域包括支援センター、北海道社会福祉士会被災生活保護受給者生活再建コーディネーター、内閣官房地域活性化伝道師を務めた。
2013年4月、社会人枠で北海道大学公共政策大学院に入学し、2015年3月に公共政策学修士（専門職）を取得して修了。
2014年12月、第47回衆議院議員総選挙に北海道第2区より民主党北海道連推薦の無所属で立候補するも落選。2015年4月より北海道大学大学院公共政策学研究員。同6月より民主党北海道道民生活局長。
2016年4月12日、町村信孝の死去に伴う北海道第5区補欠選挙が公示され、池田は無所属で立候補した。自由民主党は町村の娘婿の和田義明を擁立した。同補選では日本共産党が独自候補を取り下げ他野党も池田を推薦する史上初の野党統一候補として注目を浴びた。無党派層から7割の支持を集めるも、和田に敗れ落選した。同年6月、民進党北海道5区支部長に就任。
2017年10月、第48回衆議院議員総選挙では立憲民主党公認で出馬し、小選挙区では和田に6,739票差で惜敗するも、比例北海道ブロックで復活当選した。
2021年10月31日、第49回衆議院議員総選挙では、立憲民主党から出馬したものの、前回まで候補者を擁立しなかった共産党の擁立もあり、小選挙区で落選した上に比例北海道ブロックにおいても次点で落選した。
2023年4月9日に投開票が行われる北海道知事選挙に立憲民主党から出馬を要請され、同年2月4日に無所属での立候補を正式に表明した。立憲から推薦、日本共産党、国民民主党道連、社会民主党道連、市民ネットワーク北海道から支持を受け、野党統一候補として出馬したが、立候補表明の出遅れもあって、自民党・公明党・新党大地から推薦する現職の鈴木直道に敗れた。池田は知事選立候補にあたり立憲民主党を離党していたが、6月10日には次期衆院選北海道5区に同党公認で立候補する意向を示し、同日に入党（復党）届を提出した。
2024年10月6日、石破茂首相は第50回衆議院議員総選挙に向けて、政治資金パーティー裏金事件で党員資格停止の処分を受けた議員などを公認しないことを決めるとともに、和田義明ら裏金議員43人について比例代表への重複立候補を認めない方針を示した。10月15日、総選挙が公示され、北海道5区からは池田、和田、日本共産党公認の鈴木龍次の計3人が立候補した。10月17日から18日にかけて各紙は序盤情勢を発表。読売新聞は「池田と和田が一歩も譲らぬ展開」と報じ、毎日新聞は「和田と池田の接戦。和田は自公支持層をほぼ固めた」と報じた。10月23日、しんぶん赤旗は、自民党が裏金問題で非公認となった候補の所属支部にそれぞれ2000万円を支給していたことをスクープした。同紙の報道により終盤情勢は一変した。10月27日、総選挙執行。投票締め切りの20時直後に北海道文化放送は池田の当選確実を報じ、池田は2期目の当選を果たした。比例重複が認められなかった和田は議席を失った。共同通信の出口調査によれば、池田に投票した60.9％が投票時に「裏金問題を考慮した」と答えた。「考慮しなかった」と答えたのは36.6％だった。池田陣営の幹部も「裏金問題が争点となり、追い風になった」と見解を述べた。

## 政策・主張

### 憲法改正
- 憲法改正にどちらかと言えば反対[30]。

### 経済
- アベノミクスをどちらかと言えば評価しない[30]。
- 当面は財政再建よりも景気対策のために財政出動を行うべきだ[30]。
- 経済競争力を多少犠牲にしても格差是正を優先すべきだ[30]。
- 所得や資産の多い人に対する課税を強化すべきだ[30]。
- 消費税10％増税にどちらかと言えば反対[30]。

### 安全保障・治安
- 非核三原則を堅持すべきだ[30]。
- 日本の防衛力は強化すべきでない[30]。
- 先制攻撃に反対[30]。
- 北朝鮮に対しては圧力よりも対話を優先すべきだ[30]。
- 安全保障関連法の成立を評価しない[30]。
- 組織犯罪処罰法を評価しない[30]。
- 治安を守るためにプライバシーの権利が制約されるのはおかしい[30]。

### 教育
- 幼稚園・保育所から大学まで教育を無償化すべきだ[30]。

### 交通
- 「北海道交通確保条例」（仮称）を制定し、地域公共交通の再構築をめざす[31][32]。

### エネルギー政策
- いますぐ原子力発電を廃止すべきだ[30]。

### 健康増進法改正
- 受動喫煙防止を目的に飲食店などの建物内を原則禁煙とする健康増進法改正に賛成[33]。
- 2017年に厚生労働省が作成した原則屋内禁煙の健康増進法改正案が、自民党たばこ議員連盟の作成した分煙案に後退したことを受け、「1998年以来、オリンピック開催都市としては初めて、飲食店での喫煙を認めるという国際的にも恥ずかしい内容」「受動喫煙防止対策としては余りにも不十分」と評価した[33]。
- 職場内での会食の際に喫煙店が選択される、いわゆる「イヤイヤ受動喫煙」の例について、加藤勝信が「嫌々ついていくということが問題」と発言したことに対し、「ハラスメントの話にすり替えている」と批判した[33]。

### 家族制度
- 選択的夫婦別姓の導入に賛成[30]。2019年には、厚生労働委員会において、選択的夫婦別姓に関連して、「学齢期の中では、義務教育の間に名字が何度も変わるなど、非常に悩ましい子供たちがたくさんいる」「今までの風習、今までの状況によって生きづらさを抱えているというのも実際ある」と指摘している[34]。
- ひとり親家庭やDINKSなど家族の形は多様でよい[30]。
- 男性同士、女性同士の結婚（同性婚）を法律で認めるべきだ[30]。

### その他
- 森友学園・加計学園問題への対応を評価しない[30]。
- 被選挙権を得られる年齢を引き下げるべきだ[30]。
- 外国人労働者の受け入れにどちらかと言えば賛成[30]。
- 首相は靖国神社に参拝すべきでない[30]。

## 報道
- 2019年10月26日付の週刊フライデーの「池田まき立憲民主党衆議院議員　わずか2年で10人近くの秘書が辞めた ネチネチ陰湿パワハラ音声」と題された記事にて、秘書を激しく叱責し精神的に追い込むパワーハラスメント疑惑が報じられた。また報道によると「政治資金パーティのパーティ券が売れなかった分は自腹で補填してもらう」「ガソリンスタンドの列に優先で入れるよう交渉させる」といった無理難題を押し付けたとされた。これらの報道に対し池田は「余りにも職務不履行等が目に余る一部の元秘書に対しては、激務の中で時折、感情的になって声を荒げてしまったり、必ずしも適切とは思われない表現を使って叱責してしまったりしたこともあったかもしれません」としつつ、パーティー券の自爆営業強要等は否定した[35]。

## 人物
- 趣味は、温泉、山菜採り[5]。
- 好きな食物は、魚介類、天然の山菜[5]。
- 座右の銘は、有言実行、一期一会[5]。
- 尊敬する人は、マザー・テレサ、ガンジー[5]。

## 選挙歴
| 当落 | 選挙                     | 執行日         | 年齢 | 選挙区      | 政党       | 得票数     | 得票率 | 定数 | 得票順位 /候補者数 | 政党内比例順位 /政党当選者数 |
| ---- | ------------------------ | -------------- | ---- | ----------- | ---------- | ---------- | ------ | ---- | ------------------ | ---------------------------- |
| 落   | 第47回衆議院議員総選挙   | 2014年12月14日 | 42   | 北海道第2区 | 無所属     | 4万6922票  | 20.56% | 1    | 3/4                | /                            |
| 落   | 第47回衆議院議員補欠選挙 | 2016年4月24日  | 43   | 北海道第5区 | 無所属     | 12万3517票 | 47.62% | 1    | 2/2                | /                            |
| 比当 | 第48回衆議院議員総選挙   | 2017年10月22日 | 45   | 北海道第5区 | 立憲民主党 | 13万5948票 | 47.49% | 1    | 2/3                | 2/3                          |
| 落   | 第49回衆議院議員総選挙   | 2021年10月31日 | 49   | 北海道第5区 | 立憲民主党 | 11万1366票 | 40.26% | 1    | 2/4                | 4/3                          |
| 落   | 2023年北海道知事選挙     | 2023年4月9日   | 50   | ーー        | 無所属     | 47万9678票 | 21.44% | 1    | 2/4                | /                            |
| 当   | 第50回衆議院議員総選挙   | 2024年10月27日 | 52   | 北海道第5区 | 立憲民主党 | 12万5444票 | 51.68% | 1    | 1/3                | /                            |